# Dario van den Buijs
Dario van den Buijs (Lier, 12 settembre 1995) è un calciatore belga, difensore del RKC Waalwijk.

## Caratteristiche tecniche
È un difensore centrale.

## Carriera
È cresciuto nelle giovanili del Club Bruges.

## Statistiche

### Presenze e reti nei club
Statistiche aggiornate al 6 gennaio 2017.
| Stagione         | Squadra          | Campionato       | Campionato | Campionato | Coppe nazionali | Coppe nazionali | Coppe nazionali | Coppe continentali | Coppe continentali | Coppe continentali | Altre coppe | Altre coppe | Altre coppe | Totale | Totale | Totale |
| Stagione         | Squadra          | Comp             | Pres       | Reti       | Comp            | Pres            | Reti            | Comp               | Pres               | Reti               | Comp        | Pres        | Reti        | Pres   | Reti   |        |
| ---------------- | ---------------- | ---------------- | ---------- | ---------- | --------------- | --------------- | --------------- | ------------------ | ------------------ | ------------------ | ----------- | ----------- | ----------- | ------ | ------ | ------ |
| 2015-2016        | Eindhoven        | EED              | 30+2       | 1          | CO              | 1               | 0               |                    | -                  | -                  |             | -           | -           | 33     | 1      |        |
| 2016-2017        | Eindhoven        | EED              | 37         | 9          | CO              | 2               | 0               |                    | -                  | -                  |             | -           | -           | 39     | 9      |        |
| Totale Eindhoven | Totale Eindhoven | Totale Eindhoven | 69         | 10         |                 | 3               | 0               |                    | -                  | -                  |             | -           | -           | 72     | 10     |        |
| 2017-2018        | Heracles Almelo  | ERE              | 7          | 0          | CO              | 1               | 0               |                    | -                  | -                  |             | -           | -           | 8      | 0      |        |
| Totale carriera  | Totale carriera  | Totale carriera  | 76         | 10         |                 | 4               | 0               |                    | -                  | -                  |             | -           | -           | 80     | 10     |        |

## Palmarès
- Coppa del Belgio: 1

Club Bruges: 2014-2015